# Festival da Canção 2024
Das 57. Festival da Canção fand am 9. März 2024 statt und war der portugiesische Vorentscheid zum Eurovision Song Contest 2024 in Malmö (Schweden). Es gewann die Sängerin Iolanda mit dem Lied Grito.

## Format
Am 7. August 2023 bestätigte öffentlich-rechtliche Rundfunkanstalt Rádio e Televisão de Portugal (RTP) ihre Teilnahme am Eurovision Song Contest 2024. Gleichzeitig gab man bekannt, dass man erneut das Festival da Canção als Vorentscheid nutzen werde. Das Konzept wurde im Vergleich zum Vorjahr nicht verändert. Erneut sollen zehn Teilnehmer pro Halbfinale auftreten. Je fünf qualifizieren sich davon für das Finale, wo dann zehn Finalisten gegeneinander antreten. Alle Ergebnisse werden zu 50 % von einer regionalen Jury und zu 50 % von den Zuschauern bestimmt.

### Beitragswahl
Wie in den Vorjahren will RTP wieder Komponisten einladen, die ein Lied für das Festival komponieren sollen. Dabei steht es den Komponisten frei ihr Lied selbst vorzutragen oder einen Interpreten für das Lied zu suchen. Insgesamt sollen 14 Lieder auf diese Weise bestimmt, während die verbleibenden sechs Beiträge über einen öffentlichen Aufruf bestimmt werden sollten. Vom 7. August bis zum 15. Oktober 2023 konnten solche Beiträge bei RTP eingereicht werden. Insgesamt wurden 809 Beiträge eingereicht, was ein absoluter Rekordwert ist.

### Moderation
Am 26. Januar 2024 wurde bekannt, dass Tânia Ribas de Oliveira und José Carlos Malato ein Halbfinale moderieren werden.

## Teilnehmer

### Komponisten
Am 6. November gab RTP die Namen der 20 Komponisten bekannt, welche sich für einen Beitrag beim diesjährigen Festival da Canção verantwortlich zeichnen. FILIPA, João Couto, LEFT. MELA, Rita Onofre und Rita Rocha wurden aus den öffentlichen Einreichungen ausgewählt. Den Komponisten steht es frei, ihre Beiträge selbst oder durch einen anderen Künstler zu interpretieren.

### Künstler
Die Künstler wurden am 18. Januar 2024 vorgestellt. Erstmals seit 60 Jahren sind dabei alle Komponisten auch als Interpreten auf der Bühne.

## Jury

### Halbfinale
Die Jury der Halbfinale besteht aus folgenden Personen:
- Gisela João (Sängerin)
- Benjamim (Musiker)
- Lia Pereira (Journalistin)
- Miguel Esteves Cardoso (Texter)
- Lura (Sängerin)
- Pedro Oliveira (Musiker)
- Mimicat (Sängerin, Teilnehmerin am Eurovision Song Contest 2023)

## Halbfinale
Die Auslosung der Halbfinale fand am 27. Dezember 2023 statt.

### Erstes Halbfinale

#### Erste Runde
| Platz | Startnr. | Interpret   | Lied Musik (M) und Text (T)                   | Sprache       | Übersetzung (inoffiziell) | Jury   | Publikum | Publikum | Gesamt |
| Platz | Startnr. | Interpret   | Lied Musik (M) und Text (T)                   | Sprache       | Übersetzung (inoffiziell) | Punkte | Prozent  | Punkte   | Gesamt |
| ----- | -------- | ----------- | --------------------------------------------- | ------------- | ------------------------- | ------ | -------- | -------- | ------ |
| 1     | 9        | Iolanda     | Grito M/T Alberto Hernández, Iolanda Costa    | Portugiesisch | Schrei                    | 12     | 16,47 %  | 10       | 22     |
| 2     | 2        | Perpétua    | Bem Longe Daqui M/T: Perpétua                 | Portugiesisch | Weit weg von hier         | 6      | 17,08 %  | 12       | 18     |
| 3     | 1        | Nena        | Teorias da Conspiração M/T: Nena Marques      | Portugiesisch | Verschwörungstheorien     | 10     | 9,03 %   | 5        | 15     |
| 4     | 8        | João Borsch | ...Pelas Costuras M/T: João Borsch            | Portugiesisch | Durch die Nähte           | 8      | 9,68 %   | 6        | 14     |
| 5     | 6        | Rita Rocha  | Pontos Finais M/T: Rita Rocha                 | Portugiesisch | Endpunkte                 | 7      | 14,90 %  | 7        | 14     |
| 6     | 7        | Noble       | Memory M/T: Pedro Fidalgo, Rui Saraiva        | Englisch      | Erinnerung                | 2      | 15,73 %  | 8        | 10     |
| 7     | 10       | Bispo       | Casa Portuguesa M/T: Pedro Bispo              | Portugiesisch | Portugiesisches Haus      | 5      | 7,75 %   | 4        | 9      |
| 8     | 3        | Mela        | Água M/T: Mariana Gonçalves                   | Portugiesisch | Wasser                    | 4      | 4,20 %   | 3        | 7      |
| 9     | 4        | Mila Dores  | Afia a Língua M/T: Filipe Sambado, Mila Dores | Portugiesisch | Schärfe dein Zunge        | 3      | 2,12 %   | 1        | 4      |
| 10    | 5        | LEFT.       | Volto a Ti M/T: António Maciel Graça          | Portugiesisch | Ich komme zurück zu dir   | 1      | 3,04 %   | 2        | 3      |

 Kandidat hat sich direkt für das Finale qualifiziert.

#### Zweite Runde
| Platz | Interpret  | Lied Musik (M) und Text (T)                   | Sprache       | Übersetzung (inoffiziell) | Publikum |
| Platz | Interpret  | Lied Musik (M) und Text (T)                   | Sprache       | Übersetzung (inoffiziell) | Prozent  |
| ----- | ---------- | --------------------------------------------- | ------------- | ------------------------- | -------- |
| 1     | Noble      | Memory M/T: Pedro Fidalgo, Rui Saraiva        | Englisch      | Erinnerung                | 47,45 %  |
| 2     | Bispo      | Casa Portuguesa M/T: Pedro Bispo              | Portugiesisch | Portugiesisches Haus      | 23,42 %  |
| 3     | Mela       | Água M/T: Mariana Gonçalves                   | Portugiesisch | Wasser                    | 15,37 %  |
| 4     | LEFT.      | Volto a Ti M/T: António Maciel Graça          | Portugiesisch | Ich komme zurück zu dir   | 7,43 %   |
| 5     | Mila Dores | Afia a Língua M/T: Filipe Sambado, Mila Dores | Portugiesisch | Schärfe dein Zunge        | 6,33 %   |

 Kandidat hat sich über das Televoting für das Finale qualifiziert.

### Zweites Halbfinale

#### Erste Runde
| Platz | Startnr. | Interpret             | Lied Musik (M) und Text (T)                                                                                   | Sprache           | Übersetzung (inoffiziell)       | Jury   | Publikum | Publikum | Gesamt |
| Platz | Startnr. | Interpret             | Lied Musik (M) und Text (T)                                                                                   | Sprache           | Übersetzung (inoffiziell)       | Punkte | Prozent  | Punkte   | Gesamt |
| ----- | -------- | --------------------- | --- | ----------------- | ------------------------------- | ------ | -------- | -------- | ------ |
| 1     | 3        | Léo Middea            | Doce Mistério M/T: Leo Middea                                                                                 | Portugiesisch     | Süßes Geheimnis                 | 12     | 9,48 %   | 5        | 17     |
| 2     | 7        | No Maka ft. Ana Maria | Aceitar M/T: Ana Maria Ramos, Duarte Carvalho, Emanuel Oliveira, Mara Cortez, Marcelo Garrido, Rafael Martins | Portugiesisch     | Akzeptiere                      | 5      | 14,47 %  | 10       | 15     |
| 3     | 10       | Silk Nobre            | Change M/T: Artur Guimarães, Fernando Nobre, Rui Pedro Pity                                                   | Englisch          | Wandel                          | 3      | 18,95 %  | 12       | 15     |
| 4     | 1        | Buba Espinho          | O Farol M/T: Buba Espinho                                                                                     | Portugiesisch     | Der Leuchtturm                  | 7      | 11,52 %  | 7        | 14     |
| 5     | 2        | Cristina Clara        | Primavera M/T: Cristina Clara, Jon Luz                                                                        | Portugiesisch     | Frühling                        | 10     | 5,63 %   | 2        | 12     |
| 6     | 8        | Maria João            | Dia M/T: João Farinha, Maria João Grancha                                                                     | Portugiesisch (b) | Tag                             | 8      | 7,47 %   | 4        | 12     |
| 7     | 5        | João Couto            | Quarto Para Um M/T: João Couto                                                                                | Portugiesisch     | Platz für einen                 | 4      | 10,08 %  | 6        | 10     |
| 8     | 9        | Rita Onofre           | Criatura M/T: Rita Onofre                                                                                     | Portugiesisch     | Kreatur                         | 2      | 12,59 %  | 8        | 10     |
| 9     | 6        | Huca                  | Pé de Choro M/T: Bruno Huca, Milton Gulli                                                                     | Portugiesisch     | Weinanfall                      | 6      | 6,77 %   | 6        | 9      |
| 10    | 4        | Filipa                | You Can't Hide M/T: Filipa Carmo da Silva, Marie Jenkins, Rich Pilkington                                     | Englisch          | Du kannst dich nicht verstecken | 1      | 3,04 %   | 1        | 2      |

 Kandidat hat sich direkt für das Finale qualifiziert.

#### Zweite Runde
| Platz | Interpret   | Lied Musik (M) und Text (T)                                               | Sprache           | Übersetzung (inoffiziell)       | Publikum |
| Platz | Interpret   | Lied Musik (M) und Text (T)                                               | Sprache           | Übersetzung (inoffiziell)       | Prozent  |
| ----- | ----------- | ------------------------------------------------------------------------- | ----------------- | ------------------------------- | -------- |
| 1     | Rita Onofre | Criatura M/T: Rita Onofre                                                 | Portugiesisch     | Kreatur                         | 23,72 %  |
| 2     | João Couto  | Quarto Para Um M/T: João Couto                                            | Portugiesisch     | Platz für einen                 | 21,70 %  |
| 3     | Maria João  | Dia M/T: João Farinha, Maria João Grancha                                 | Portugiesisch (b) | Tag                             | 21,68 %  |
| 4     | Huca        | Pé de Choro M/T: Bruno Huca, Milton Gulli                                 | Portugiesisch     | Weinanfall                      | 20,82 %  |
| 5     | Filipa      | You Can't Hide M/T: Filipa Carmo da Silva, Marie Jenkins, Rich Pilkington | Englisch          | Du kannst dich nicht verstecken | 12,08 %  |

 Kandidat hat sich über das Televoting für das Finale qualifiziert.

## Finale
Das Finale soll am 9. März 2024 stattfinden.
| Platz | Startnr. | Interpret             | Lied Musik (M) und Text (T)                                                                                   | Sprache       | Übersetzung (inoffiziell)       | Jury    | Jury   | Publikum | Publikum | Gesamt |
| Platz | Startnr. | Interpret             | Lied Musik (M) und Text (T)                                                                                   | Sprache       | Übersetzung (inoffiziell)       | Stimmen | Punkte | Prozent  | Punkte   | Gesamt |
| ----- | -------- | --------------------- | --- | ------------- | ------------------------------- | ------- | ------ | -------- | -------- | ------ |
| 1     | 6        | Iolanda               | Grito M/T Alberto Hernández, Iolanda Costa                                                                    | Portugiesisch | Schrei                          | 80      | 12     | 16,29 %  | 10       | 22     |
| 2     | 12       | João Borsch           | ...Pelas Costuras M/T: João Borsch                                                                            | Portugiesisch | Durch die Nähte                 | 33      | 6      | 17,00 %  | 12       | 18     |
| 3     | 10       | Léo Middea            | Doce Mistério M/T: Leo Middea                                                                                 | Portugiesisch | Süßes Geheimnis                 | 57      | 10     | 9,17 %   | 8        | 18     |
| 4     | 1        | Silk Nobre            | Change M/T: Artur Guimarães, Fernando Nobre, Rui Pedro Pity                                                   | Englisch      | Wandel                          | 43      | 7      | 7,64 %   | 5        | 12     |
| 5     | 9        | Rita Rocha            | Pontos Finais M/T: Rita Rocha                                                                                 | Portugiesisch | Endpunkte                       | 30      | 4      | 8,51 %   | 7        | 11     |
| 6     | 4        | Buba Espinho          | O Farol M/T: Buba Espinho                                                                                     | Portugiesisch | Der Leuchtturm                  | 46      | 8      | 7,06 %   | 2        | 10     |
| 7     | 3        | Noble                 | Memory M/T: Pedro Fidalgo, Rui Saraiva                                                                        | Englisch      | Du kannst dich nicht verstecken | 18      | 1      | 7,81 %   | 6        | 7      |
| 8     | 2        | Rita Onofre           | Criatura M/T: Rita Onofre                                                                                     | Portugiesisch | Kreatur                         | 32      | 5      | 3,12 %   | 0        | 5      |
| 9     | 11       | Perpétua              | Bem Longe Daqui M/T: Perpétua                                                                                 | Portugiesisch | Weit weg von hier               | 7       | 0      | 7,60 %   | 4        | 4      |
| 10    | 5        | Nena                  | Teorias da Conspiração M/T: Nena Marques                                                                      | Portugiesisch | Verschwörungstheorien           | 24      | 3      | 5,82 %   | 1        | 4      |
| 11    | 7        | No Maka ft. Ana Maria | Aceitar M/T: Ana Maria Ramos, Duarte Carvalho, Emanuel Oliveira, Mara Cortez, Marcelo Garrido, Rafael Martins | Portugiesisch | Akzeptiere                      | 14      | 0      | 7,60 %   | 3        | 3      |
| 12    | 8        | Cristina Clara        | Primavera M/T: Cristina Clara, Jon Luz                                                                        | Portugiesisch | Frühling                        | 22      | 2      | 2,38 %   | 0        | 2      |

### Detailliertes Juryvoting
| Lied                   | Norte | Centro | Lisboa | Alentejo | Algarve | Madeira | Azoren | Gesamt |
| ---------------------- | ----- | ------ | ------ | -------- | ------- | ------- | ------ | ------ |
| Change                 | 3     | 6      | 12     | 2        | 6       | 4       | 10     | 43     |
| Criatura               | 6     | 5      | 6      | –        | 3       | 5       | 7      | 32     |
| Memory                 | 2     | 3      | 4      | –        | 4       | 3       | 2      | 18     |
| O Farol                | 8     | 8      | 5      | 12       | 10      | 2       | 1      | 46     |
| Teorias da Conspiração | 5     | 1      | 1      | 4        | 5       | 8       |        | 24     |
| Grito                  | 12    | 12     | 10     | 10       | 12      | 12      | 12     | 80     |
| Aceitar                | –     | 2      | –      | 8        | –       | 1       | 3      | 14     |
| Primavera              | 1     | 7      | 7      | 3        | –       | –       | 4      | 22     |
| Pontos Finais          | 7     | –      | 3      | 1        | 7       | 7       | 5      | 30     |
| Doce Mistério          | 10    | 10     | 8      | 7        | 8       | 6       | 8      | 57     |
| Bem Longe Daqui        | –     | –      | –      | 5        | 2       | –       | –      | 7      |
| ...Pelas Costuras      | 4     | 4      | 2      | 6        | 1       | 10      | 6      | 33     |